# Supermen of Malegaon

Supermen of Malegaon est un documentaire indien de Faiza Ahmad Khan réalisé en 2008.

## Synopsis
Malegaon, petite ville nichée au centre géographique de l’Inde, plie sous le poids des tensions communautaires et d’une dépression économique sévère. Pour échapper à la dureté de leur monde, ses habitants se réfugient dans le monde fabuleux du cinéma. Leur passion du cinéma a incité un groupe de cinéphiles enthousiastes à leur faire réaliser leurs propres films : excentriques, à petit budget, avec une conscience sociale et d’amusantes parodies notoires des films de Bollywood. Leur ambition a grandi et les voilà prêts à s’attaquer à Hollywood et Superman.
Nous les suivons sur ce chemin. Parfois drôles, tragiques, contemplatifs, mais toujours chaleureux et attachants. Et tandis que Malegaon ka Superman (Le superman de Malegaon) commence à prendre forme par des approches et des démarches ingénieuses, bizarres et tout à fait délirantes, nous découvrons aussi peu à peu Malegaon : un microcosme qui incarne et reflète la complexité de l’Inde moderne où tradition et modernité se côtoient, où l’extrême pauvreté voisine avec la richesse extrême, déconcertant par sa diversité, coincé par des destins qui se sont faits tout seuls, avec un esprit inflexible.

## Récompenses
Présenté en première française au FICA de Vesoul, il est récompensé par le prix du jury jeunes et le coup de cœur du jury Guimet.